# Knowth
El túmul de Knowth (en irlandès, Cnobha) està situat en el complex arqueològic de Brú na Bóinne, al nord-oest de Newgrange.
Construït en la mateixa època de Newgrange, sobrepassa en mida i importància arqueològica aquest. El complex es completa amb altres túmuls de menys importància que el converteixen en un dels més important d'Europa occidental.

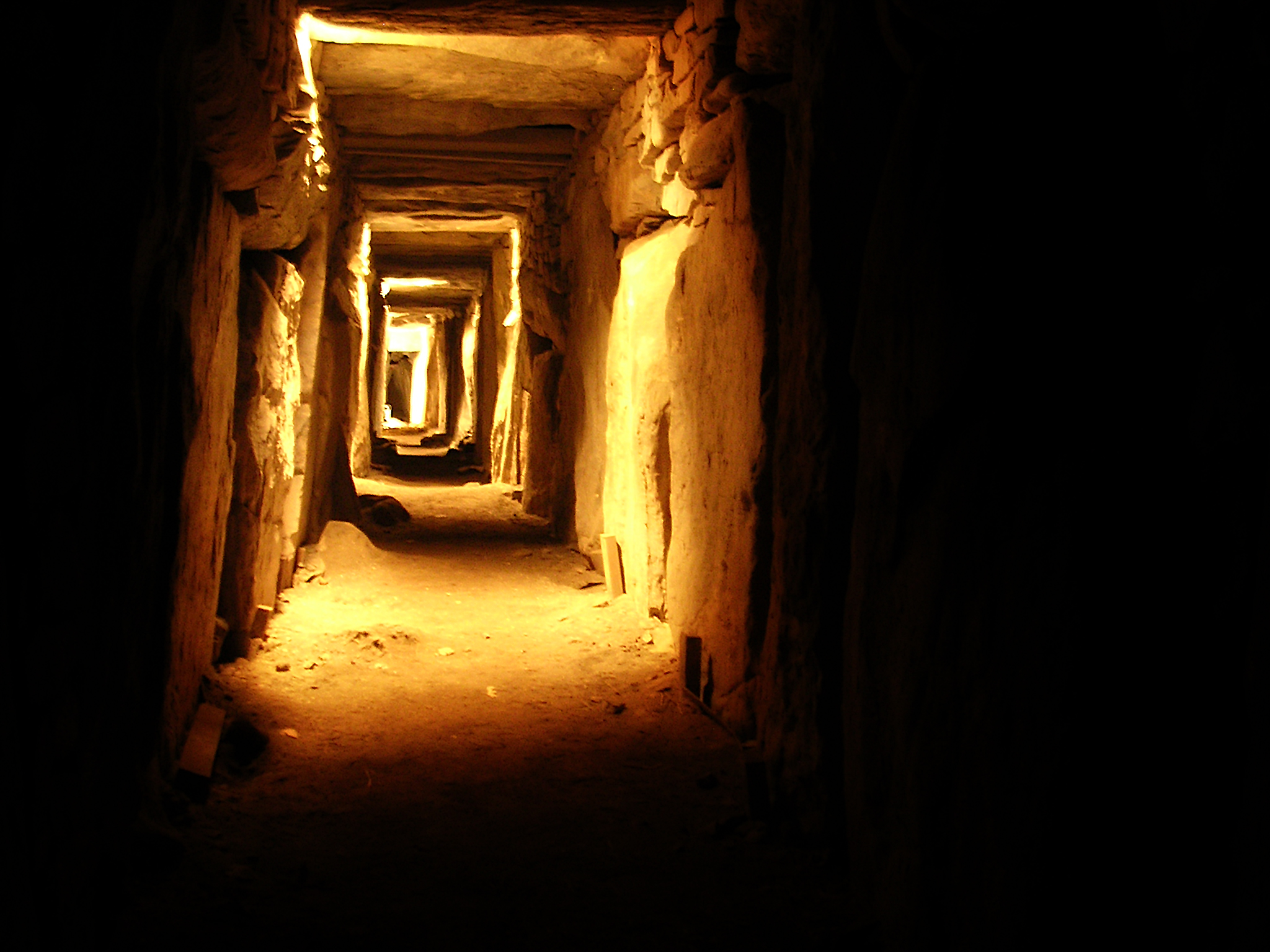
Galeria a Knowth, al comtat de Meath (Irlanda)

Les excavacions han descobert primer un passadís de 34 metres que conduïa a una cambra central, i s'hi ha trobat més tard, el 1968, una altra galeria de 40 metres a la cara oposada, que condueix a una altra cambra que no està comunicada amb la primera.
El túmul principal es troba envoltat d'unes altres 17 tombes i unes 300 lloses gravades, la qual cosa el converteixen en un dels més importants des del punt de vista artístic de l'Europa occidental. L'activitat humana al túmul constatada s'allarga durant milers d'anys. Els beaker van ocupar el lloc durant l'edat del bronze, i els celtes a l'edat del ferro. Al segle VIII i segle xix, es va usar el túmul com a fort circular i, al segle xii, els normands van construir-hi un castell al damunt.